# Русский вестник (журнал, 1841—1844)
«Ру́сский ве́стник» (Русскій Вѣстникъ) — российский журнал, выходивший в 1841—1844 годы в Санкт-Петербурге.
Издателями были Н. И. Греч и Н. А. Полевой. Среди сотрудников журнала выделялся историк И. М. Снегирёв.

## Электронные копии журнала
- Том 1. 1840 (декабрь 1840) Национальная электронная библиотека
- Том 2. 1841, № 2 (февраль 1841) Национальная электронная библиотека
- Том 3. 1841 Национальная электронная библиотека
- Том 5. 1842, № 3 (март 1842) Национальная электронная библиотека